# Oecetis obliqua
Oecetis obliqua är en nattsländeart som beskrevs av Wells 2000. Oecetis obliqua ingår i släktet Oecetis och familjen långhornssländor. Inga underarter finns listade i Catalogue of Life.